# 1979 Revolution: Black Friday
1979 Revolution: Black Friday es un videojuego de drama interactivo y de aventura desarrollado y publicado por iNK Studios, con la asistencia de N-Fusion Interactive. Fue lanzado el 5 de abril de 2016 para Microsoft Windows y macOS, el 10 de junio de 2016 para dispositivos iOS y el 14 de diciembre de 2016 para dispositivos Android. Los jugadores controlan a Reza Shirazi, un fotoperiodista aspirante, que regresa a Irán en medio de la revolución iraní. A medida que se involucra más en los acontecimientos de la Revolución, Reza se ve obligado a tomar decisiones para sobrevivir. Los jugadores hacen respuestas cronometradas a lo largo del juego, determinando el resultado de la trama.
El juego estuvo en desarrollo durante cuatro años, y fue creado para combinar elementos de videojuegos y documentales con una narración atractiva. El director del juego Navid Khonsari, que era un niño en Irán en el momento de la Revolución, desarrolló el juego con la intención de hacer que los jugadores entiendan la ambigüedad moral de la situación. El equipo de desarrollo llevó a cabo una amplia investigación para el juego, entrevistando a académicos históricos e iraníes que vivieron en Teherán durante la Revolución, así como reuniendo numerosas fotografías de archivo y discursos históricos. Las actuaciones del juego se grabaron utilizando la captura de movimiento, y cada uno de los personajes se desarrolló con actitudes y moral ambigua.

## Jugabilidad
En 1979 Revolution: Black Friday los jugadores controlan a Reza Shirazi, un aspirante a fotoperiodista que regresa a Irán en medio de la revolución iraní. A lo largo del juego, los jugadores se les presenta la capacidad de interactuar con su entorno, incluyendo multitudes de personas en huelga, y una madre sin hogar y su hijo pequeño. Luego de la interacción, los jugadores son frecuentemente obligados a tomar fotografías de la persona o evento seleccionado usando la cámara de Reza. Los menús aparecen en la pantalla, comparando la fotografía del juego con imágenes reales del evento tomadas por el fotógrafo Michel Setboun. Los jugadores también recolectan cintas a lo largo del juego, presentando los discursos del líder revolucionario ayatolá Jomeini.
Algunas partes del juego requieren respuestas temporizadas de los jugadores, que a menudo conducen a decisiones importantes que afectan la historia del juego. Algunos árboles de conversación requieren que los jugadores seleccionen una respuesta dentro de un tiempo limitado, de lo contrario Reza permanece en silencio.  El juego también requiere opciones de acción, donde los jugadores deben decidir qué hacer en circunstancias específicas; por ejemplo, una secuencia ordena a los jugadores la tarea de elegir entre agresión durante una protesta o tomar fotografías. Otros personajes responderán a las decisiones en consecuencia, y una función de notificación indica que un personaje recordará la respuesta seleccionada.  En las secuencias basadas en la acción, los jugadores siguen las indicaciones de la pantalla para eventos de tiempo rápidos con el fin de mantenerse con vida. Si los jugadores no siguen las instrucciones en el tiempo asignado, el juego se reinicia antes del evento de tiempo rápido.

## Reacciones

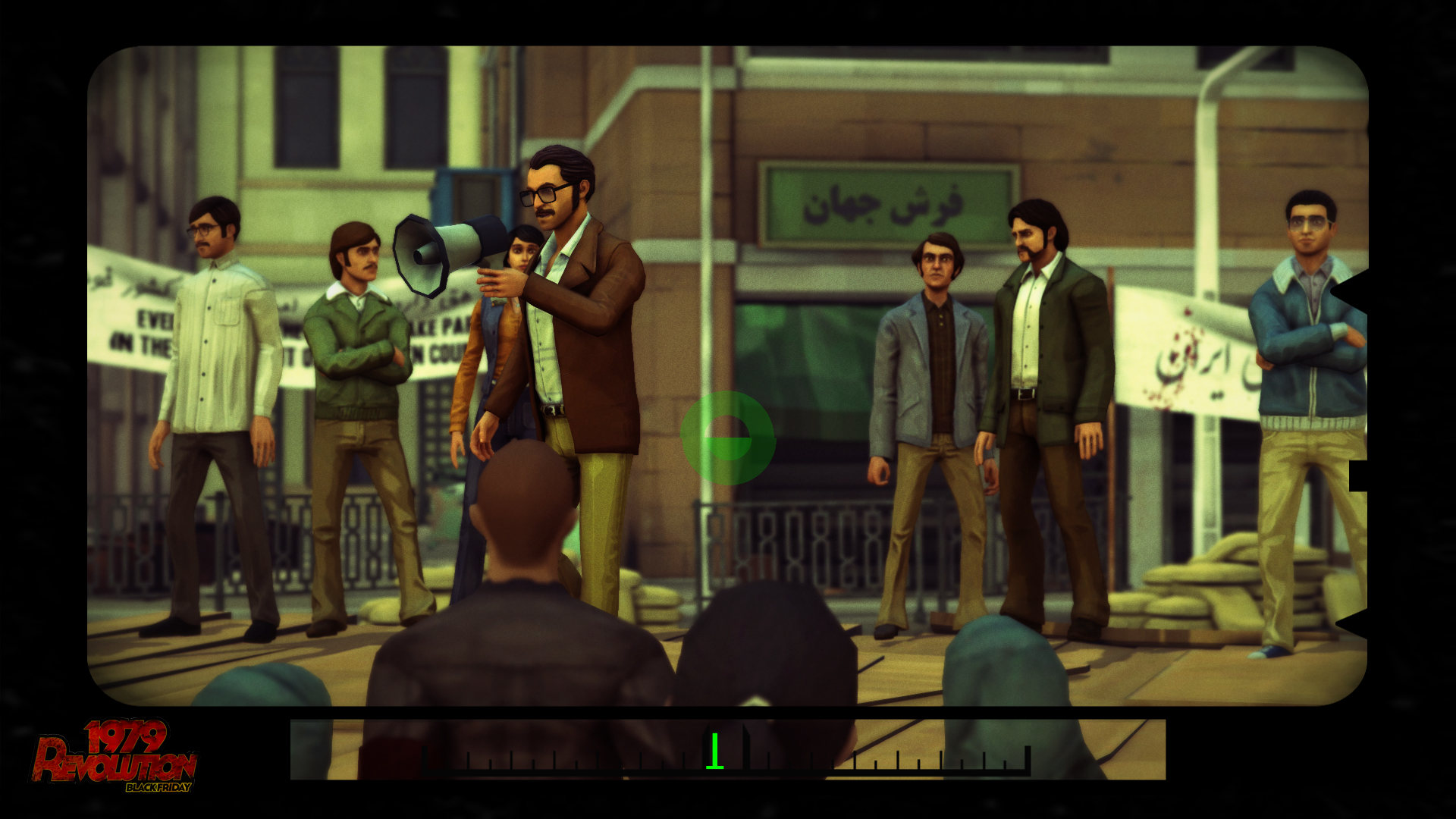
El juego causó reacciones muy negativas por parte del régimen iraní debido a su contenido político.

### Prensa en occidente
1979 Revolution: Black Friday fue bien recibido por la crítica. El agregador de reseñas Metacritic calculó un puntaje promedio de 80 sobre 100 basado en 24 críticas. A los críticos les gustaron la narrativa, los personajes y las representaciones históricas del juego, aunque algunas falencias fueron notadas en sus secuencias de tiempo rápido y calidad visual.

### Controversia política en Irán
Cuando el juego comenzó a ganar popularidad en junio de 2012, el periódico conservador iraní Kayhan publicó piezas que nombraban el juego como "propaganda prooccidental" y acusó al director Navid Khonsari de espionaje, y este tuvo miedo de volver a ingresar al país como resultado. A los miembros del equipo de desarrollo también se les pidió utilizar alias para protegerse, y el artista conceptual del juego huyó de Irán debido a su participación en el desarrollo. "Cada vez que Irán tiene algo escrito sobre ellos en occidente, se sienten como si fuera propaganda contra ellos", dijo Khonsari. Tras el lanzamiento de 1979 Revolution: Black Friday en abril de 2016, la National Foundation for Computer Games (NFCG) bloqueó todos los sitios web que distribuían el juego en Irán y comenzó una operación para reunir todas las copias distribuidas ilegalmente en el país. El director de NFCG, Hassan Karimi, afirmó que el juego tiene "intenciones y objetivos hostiles", afirmando que puede "envenenar las mentes de los jóvenes y adultos jóvenes ... por medio de información falsa y distorsionada". El productor ejecutivo Vassiliki Khonsari consideró que la prohibición es el resultado del hecho que el juego documenta "el hecho que diferentes ideologías, diferentes clases económicas, diferentes clases sociales se unieron para derrocar al Shah", que describió como la "zona gris" que el NFCG acusó de ser inexacta.